# Josia adiante
Josia adiante är en fjärilsart som beskrevs av Walker 1854. Josia adiante ingår i släktet Josia och familjen tandspinnare. Inga underarter finns listade i Catalogue of Life.